# Maillot
Maillot là một xã của Pháp,tọa lạc ở tỉnh Yonne trong vùng Bourgogne-Franche-Comté.

## Hành chính
| Danh sách các thị trưởng |           |            |      |                    |
| Giai đoạn                | Giai đoạn | Tên        | Đảng | Tư cách            |
| tháng 3 năm 2001         |           | Maryse Dol |      | Bản mẫu:ÉluDonnees |

## Thông tin nhân khẩu
| 1962                                                 | 1968 | 1975 | 1982 | 1990 | 1999 |
| ---------------------------------------------------- | ---- | ---- | ---- | ---- | ---- |
| 426                                                  | 498  | 606  | 752  | 962  | 1098 |
| Số liệu lấy từ năm 1962: Dân số không tính hai trùng |      |      |      |      |      |